# Radi Najdenow

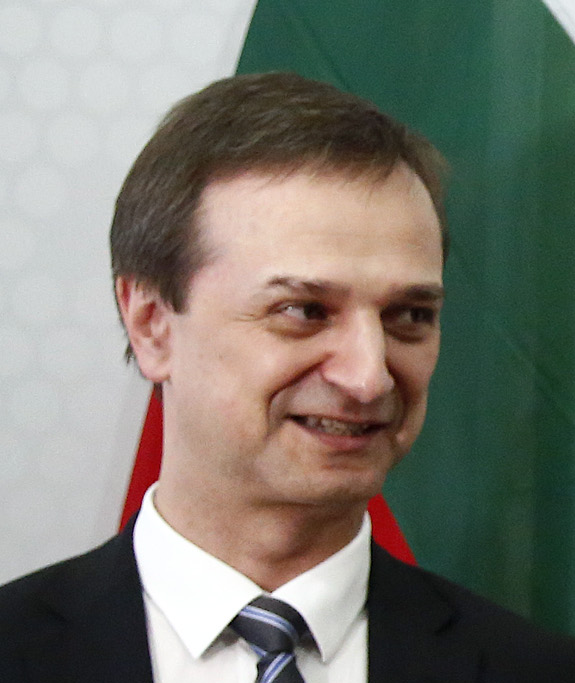
Radi Naidenov, 2017

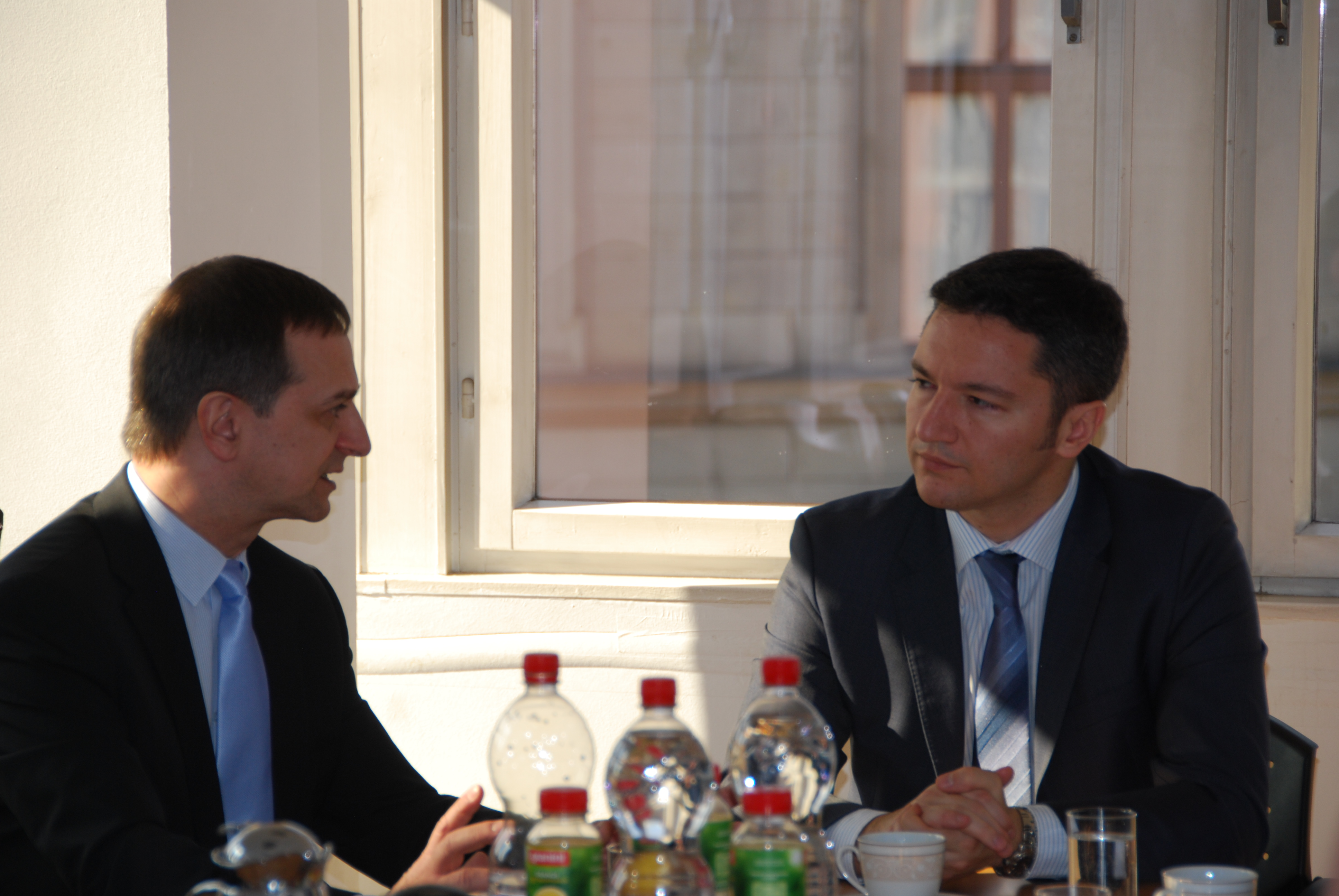
Naidenov im Gespräch mit Kristian Wigenin, 2014

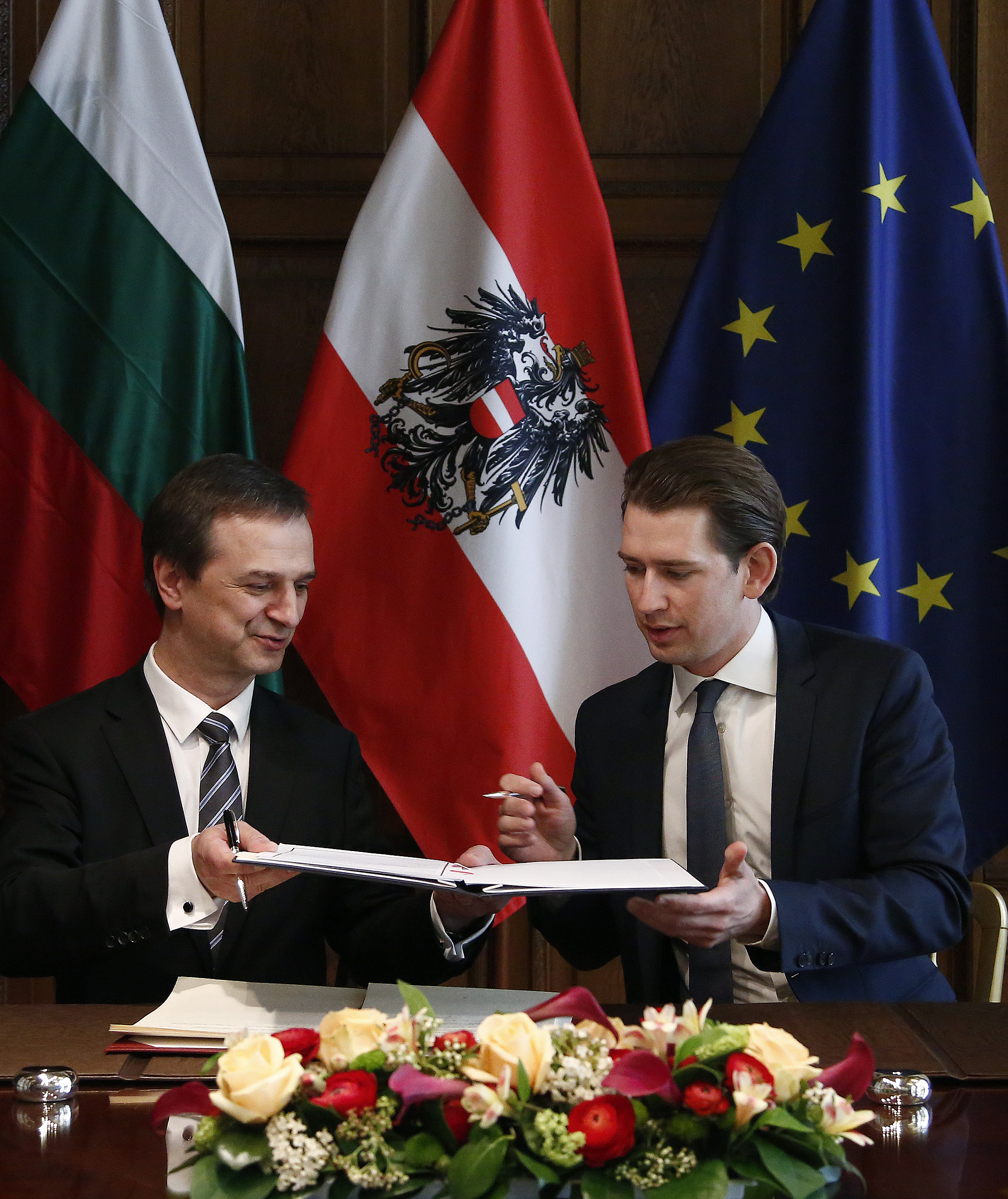
Treffen mit Sebastian Kurz, 2017

Radi Najdenow (bulgarisch Ради Найденов, * 24. August 1962 in Sofia) ist ein bulgarischer Diplomat und Politiker.

## Leben
Radi Najdenow besuchte von 1976 bis 1981 ein deutschsprachiges Gymnasium in Sofia. Von 1981 bis 1983 leistete er seinen Wehrdienst in der bulgarischen Armee. Ab 1983 studierte Naidenov an der Universität für National- und Weltwirtschaft in Sofia internationale Beziehungen, er schloss das Studium 1989 mit Magister ab. In den Jahren 1990 bis 1991 arbeitete er in der außenpolitischen Abteilung der Bulgarischen Bauernvolksunion (BZNS). 1992 wechselte er als außenpolitischer Berater in das bulgarische Verteidigungsministerium in Sofia. Im Dezember 1992 trat er in den diplomatischen Dienst Bulgariens ein. Zunächst arbeitete er als Referent für Skandinavien, ab Februar 1993 als Referent für Deutschland im bulgarischen Außenministerium.
Im Jahr 1993 besuchte er eine Weiterbildung des Auswärtigen Amts in Bonn und Berlin. Es folgte von 1994 bis 1996 ein Einsatz als Attaché und dritter Sekretär an der bulgarischen Botschaft in der Schweiz in Bern. Ab 1997 arbeitete er als dritter und später zweiter Sekretär in der Abteilung für Europa und Nordamerika im Außenministerium. Außerdem war er Sekretär der ständigen Kommission Bulgarien-Bayern. 1999 ging er als erster Sekretär an die bulgarische Botschaft in Berlin in Deutschland. 2001 kehrte er als stellvertretender Verteidigungsminister nach Bulgarien zurück. Von 2002 bis 2005 leitete er das Kabinett des bulgarischen Premierministers Simeon von Sachsen-Coburg und Gotha. Am 13. September 2005 wurde er zum bulgarischen Botschafter in Österreich in Wien ernannt. Er hatte das Amt bis 2012 inne, wobei er ab Oktober 2010 seinen Sitz in Sofia hatte. Im April und Mai 2011 war er auch als Berater im politischen Kabinett des Außenministers tätig. 2011 und 2012 war er zugleich Sekretär im bulgarischen Außenministerium.
Von 2012 bis 2018 war er bulgarischer Botschafter in Deutschland in Berlin. Zugleich war er auch stellvertretender Vorsitzender des Deutsch-Bulgarischen Forums e. V. Vom 27. Januar bis 4. Mai 2017 war er interimsweise bulgarischer Außenminister.
Am 21. Mai 2019 erfolgte seine Bestellung zum bulgarischen Botschafter in der Schweiz. Seit dem 26. Juni 2019 ist er auch als bulgarischer Botschafter für Liechtenstein akkreditiert.

## Persönliches
Er ist verheiratet, Vater eines Kindes und gehört der Bulgarisch-orthodoxen Kirche an. Neben Bulgarisch spricht er auch Deutsch, Englisch und Russisch.